# Cyrba ocellata
Cyrba ocellata là một loài nhện trong họ Salticidae.
Loài này thuộc chi Cyrba. Cyrba ocellata được Kroneberg miêu tả năm 1875.